# 山茶郡
山茶郡（越南语：／）是越南岘港市下辖的一个郡，位于山茶半島上。面积60平方公里，2018年总人口173455人，最高點海拔600多米。

## 地理
山茶郡位于山茶半岛，西隔瀚江与海洲郡相接，南接五行山郡，东和北临南中国海。

## 历史
1997年1月23日，以原省辖岘港市安海西坊、安海北坊、安海东坊、耐轩东坊、闽泰坊、福美坊、寿光坊7坊设立山茶郡。
2024年10月24日，越南国会常务委员会通过决议，自2025年1月1日起，安海东坊和安海西坊合并为安海南坊，寿光坊部分区域划归闽泰坊管辖。

## 行政区划
山茶郡下辖6坊，郡人民委员会位于安海南坊。
- 安海北坊（Phường An Hải Bắc）
- 安海南坊（Phường An Hải Nam）
- 闽泰坊（Phường Mân Thái）
- 耐轩东坊（Phường Nại Hiên Đông）
- 福美坊（Phường Phước Mỹ）
- 寿光坊（Phường Thọ Quang）